# Вилла Манин
Вилла Манин (итал. Villa Manin) — вилла венецианских вельмож из рода Манин, садово-парковый ансамбль XVI-XVIII веков в провинции Удине, Италия.

## История

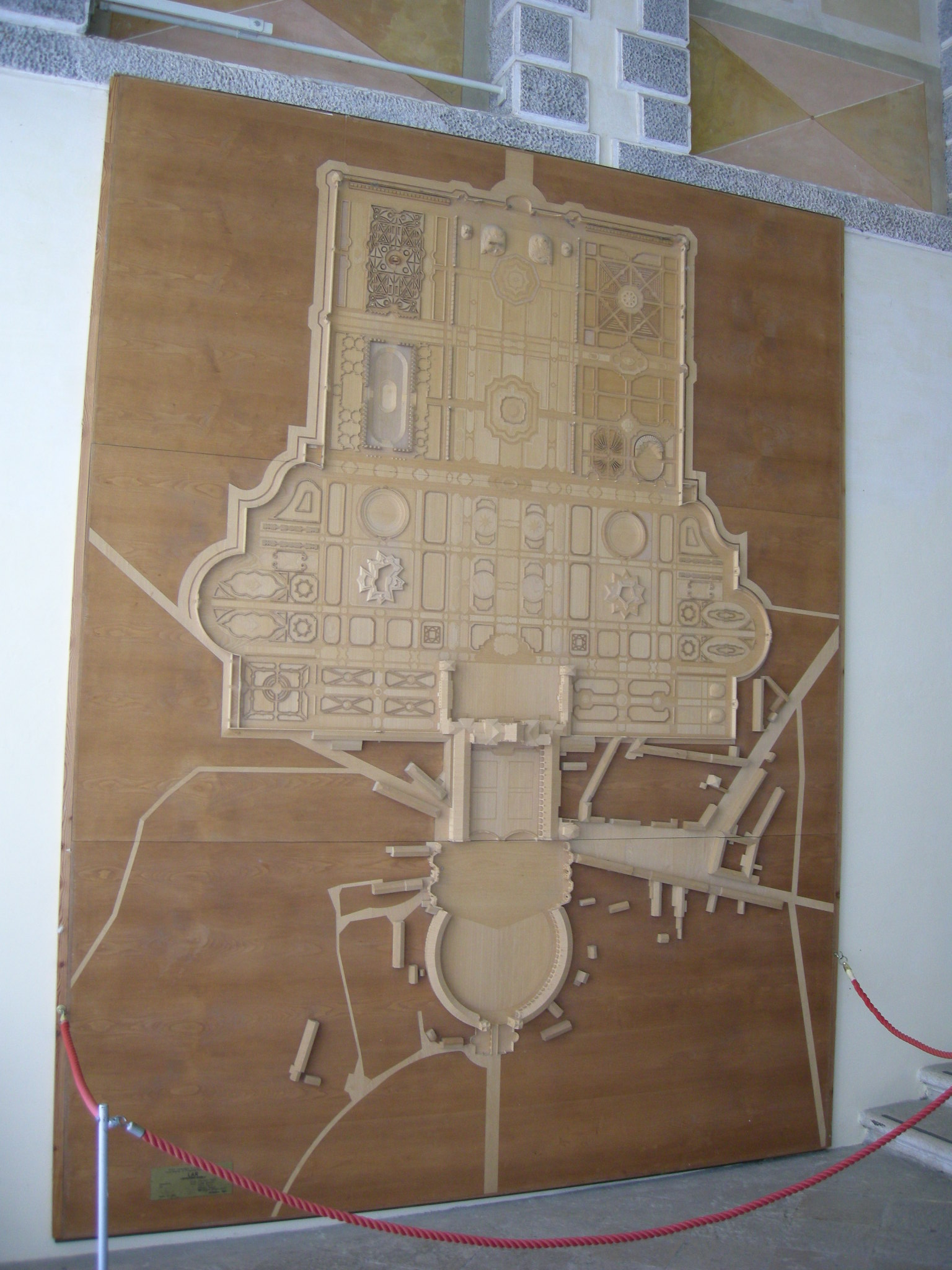
Вилла Манин, план в эпоху барокко

Вилла принадлежала благородной венецианской семье Манин. Они происходят из Фриули, но во время непримиримой борьбы политических партий гвельфов и гибеллинов перебрались в область Венеция и поселились в Пассариано. В XVI веке началась постройка усадьбы (виллы).
В 1650—1660 была проведена реконструкция комплекса, по предположениям, под руководством архитектора Джузеппе Бенони. В результате ансамбль принимает парадный вид. Достройка в начале XVIII века (архитектор Доменико Росси) придала вилле больше репрезентативности (после постройки так называемой экседры). После 1745 были надстроены помещения самого дворца. За дворцом распланировали парк площадью 17 гектаров. Ансамбль имел -
- дворец
- конюшни
- экседру (передний двор)
- сад барокко с оригинальной уличной сеткой. В конце XVIII в. его реконструировали в пейзажный парк, что привело к потере первоначальной планировки.

Последний хозяин виллы — венецианский дож Людовико Манин (1725—1802), которого в 1797 г. Наполеон Бонапарт заставил отказаться от власти в свою пользу. Людовико Манин умер в 1802 г. и был похоронен в Венеции в церкви дельи Скальци, где раньше похоронили его жену.

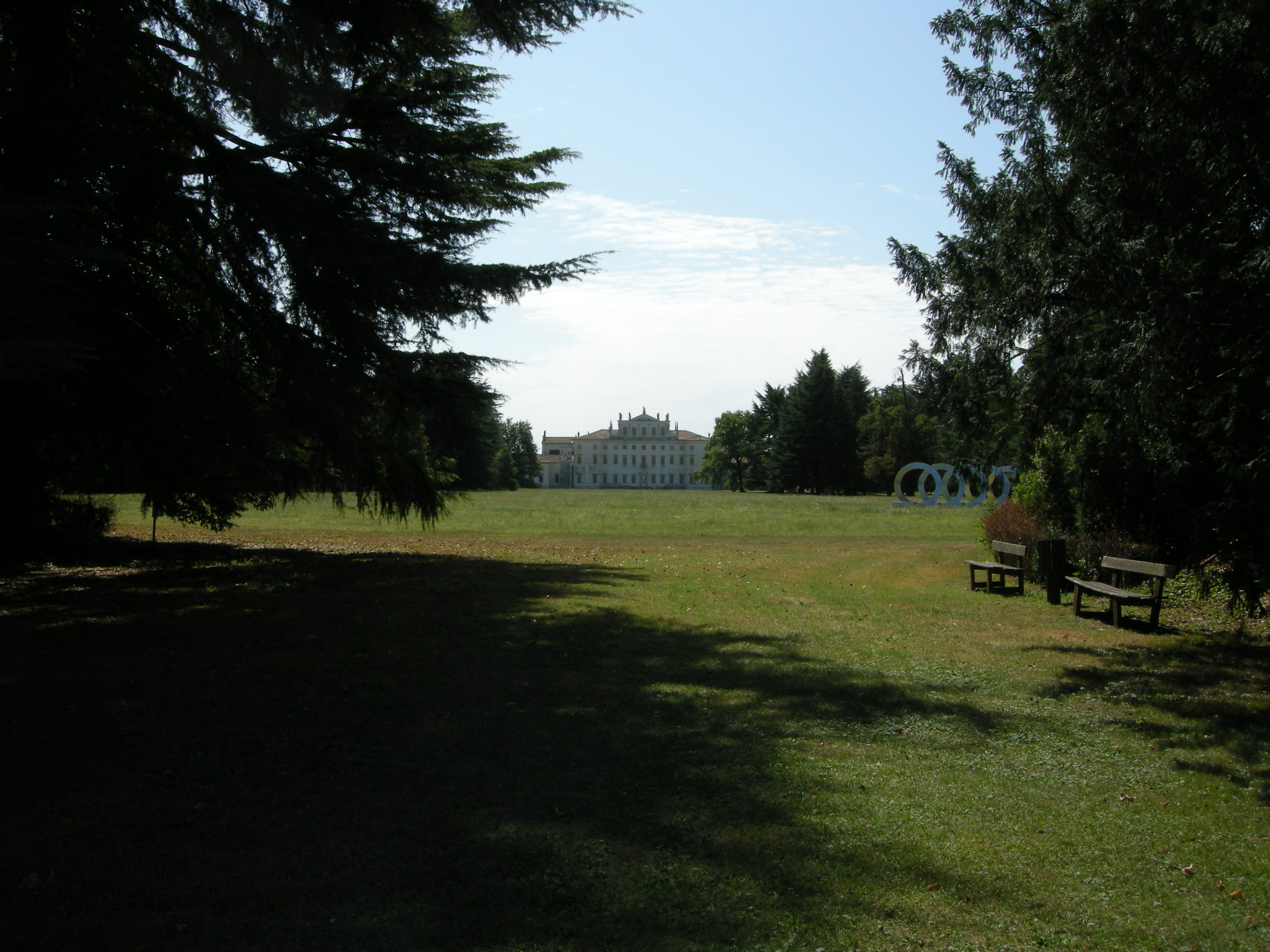
Вилла со стороны пейзажного парка
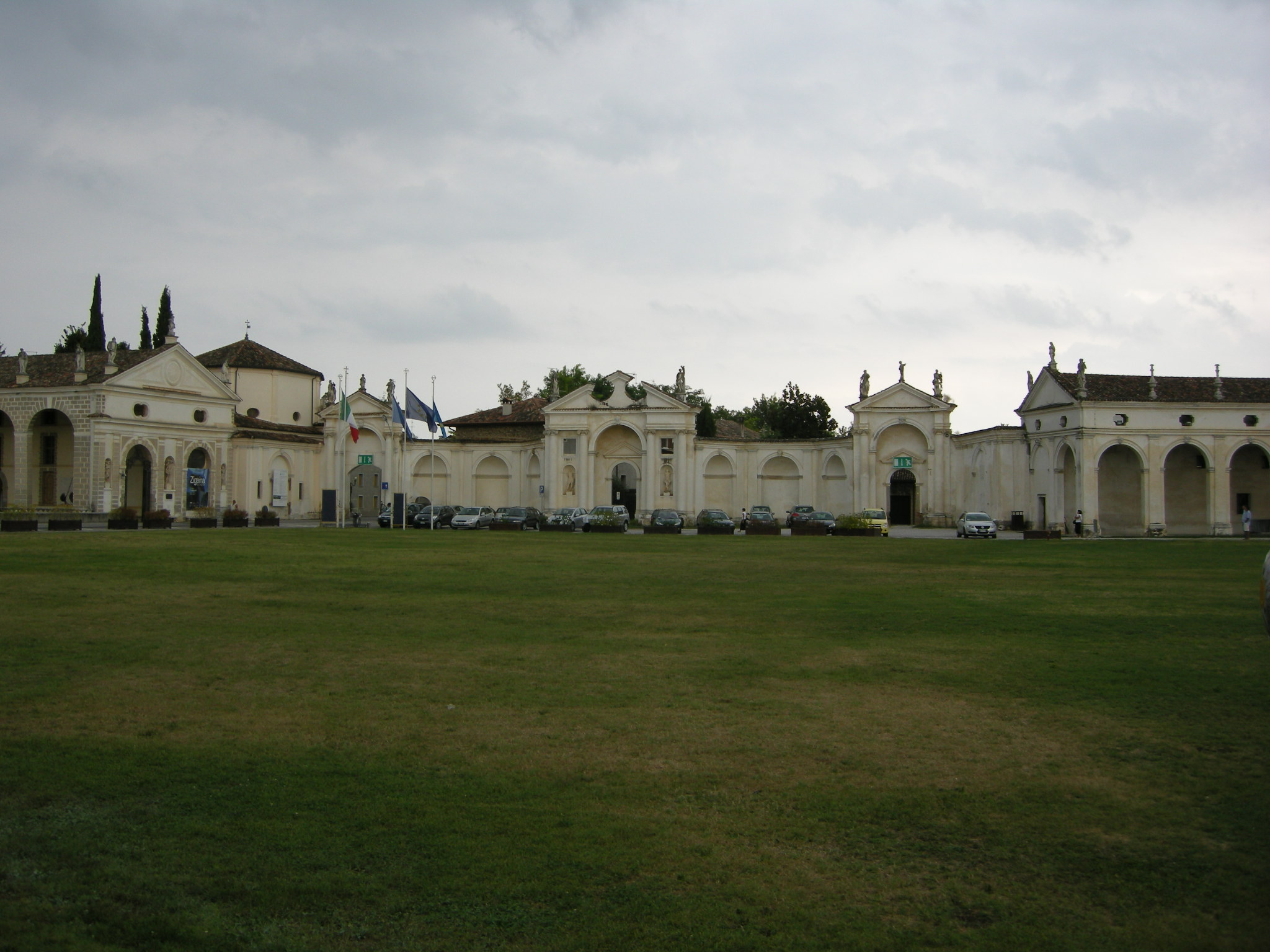
Экседра (передний двор)
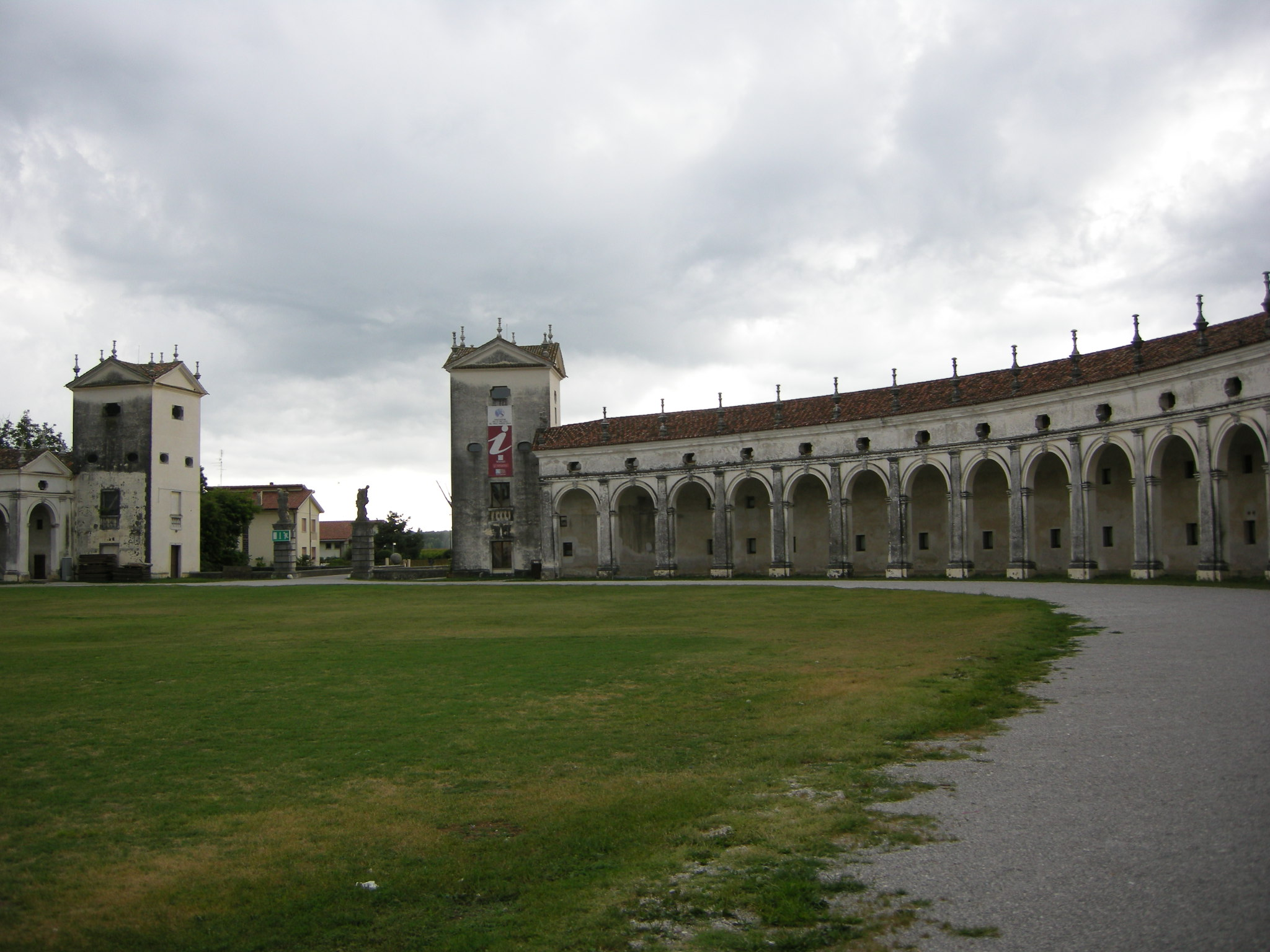
Башни экседры
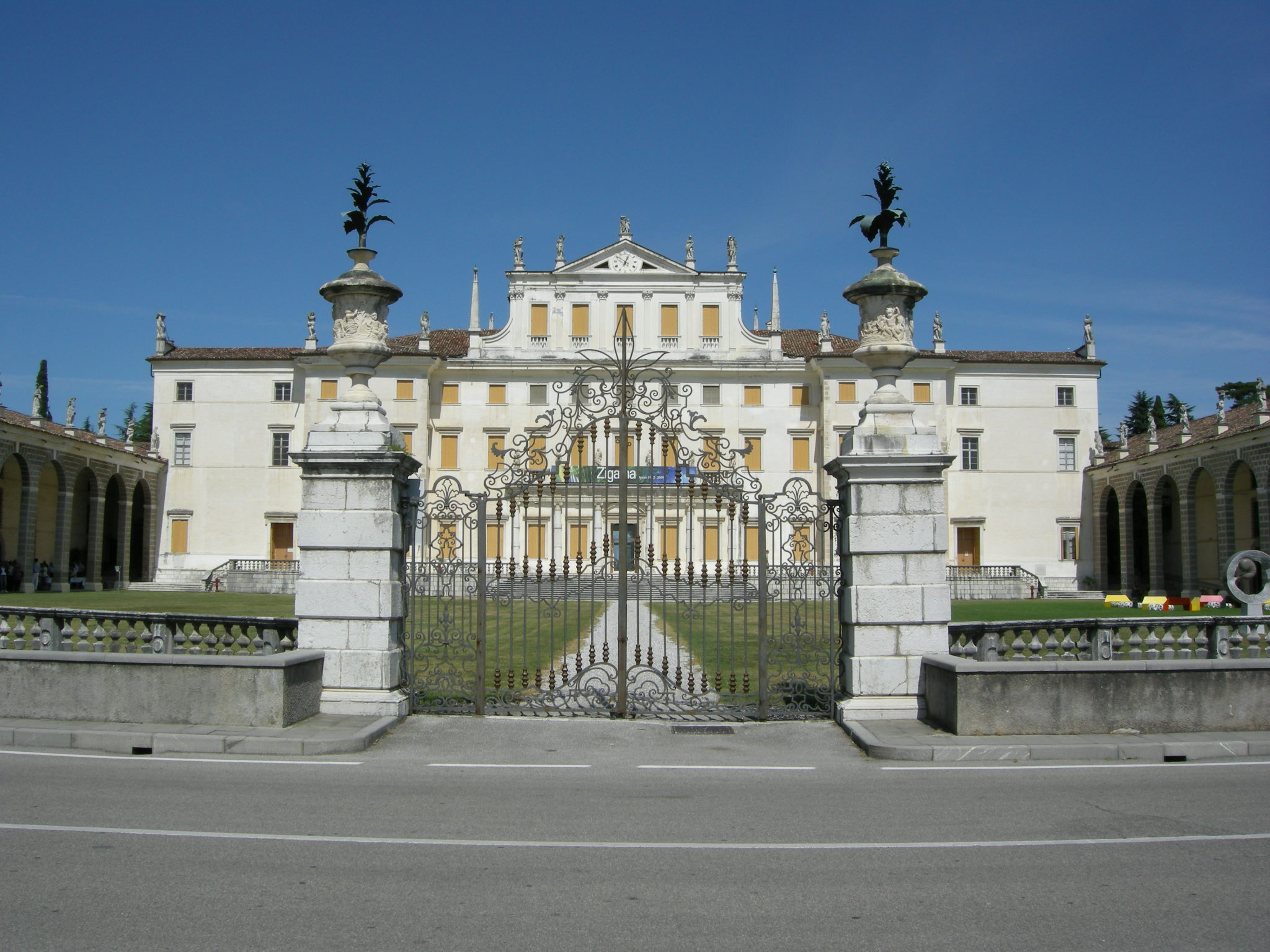

## Дворец
Фасад плоский, без значительных акцентов, с двумя небольшими боковыми ризалитами. Центральная часть украшена обелисками и скульптурами (произведения Пьетро Баратта). В 1708 французский художник Луи Дориньи украсил зал в восточной части виллы фресками «Триумф Весны», а в медальонах создал изображение аллегорий Славы, Любви, Изобилия и Роскоши. Часть фресок создали Джакопо Амигони и Пьетро Оретта, представители стиля рококо .
Фрески виллы произвели сильное впечатление на молодого Джованни Баттиста Тьеполо, который создал собственные стенописи в 1726-30 гг., работая по заказу архиепископа Удине.

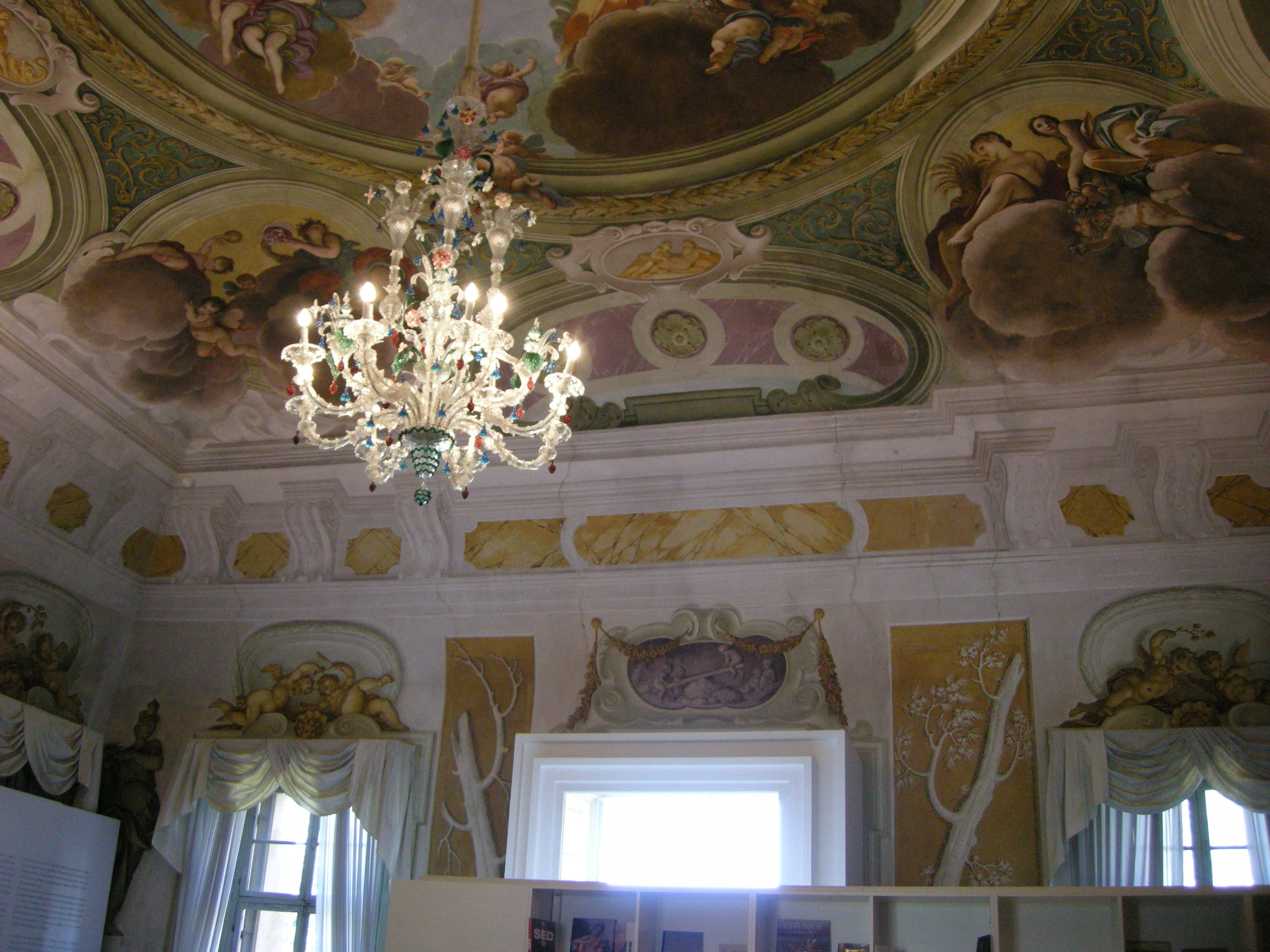
Плафон
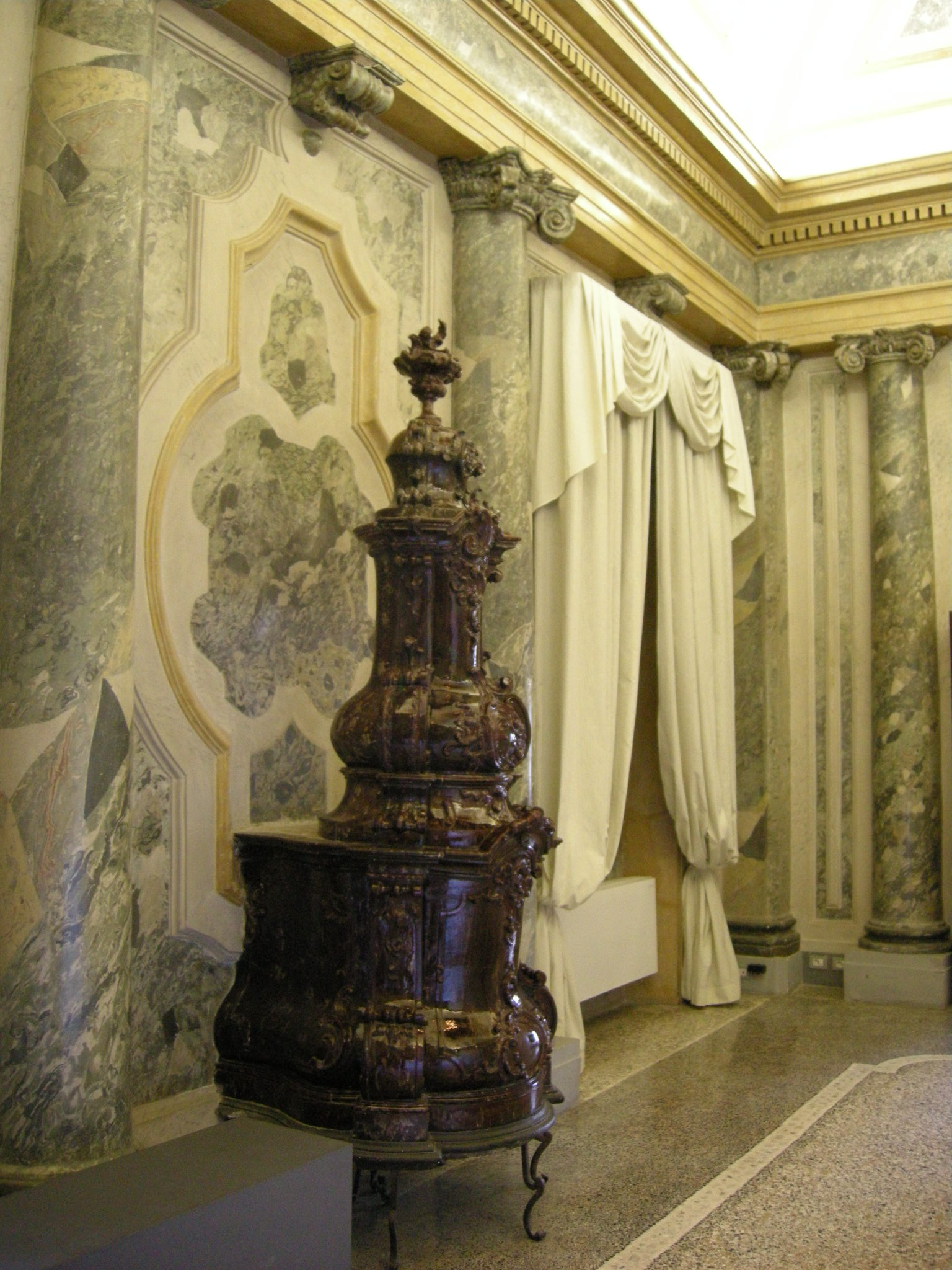
Интерьер
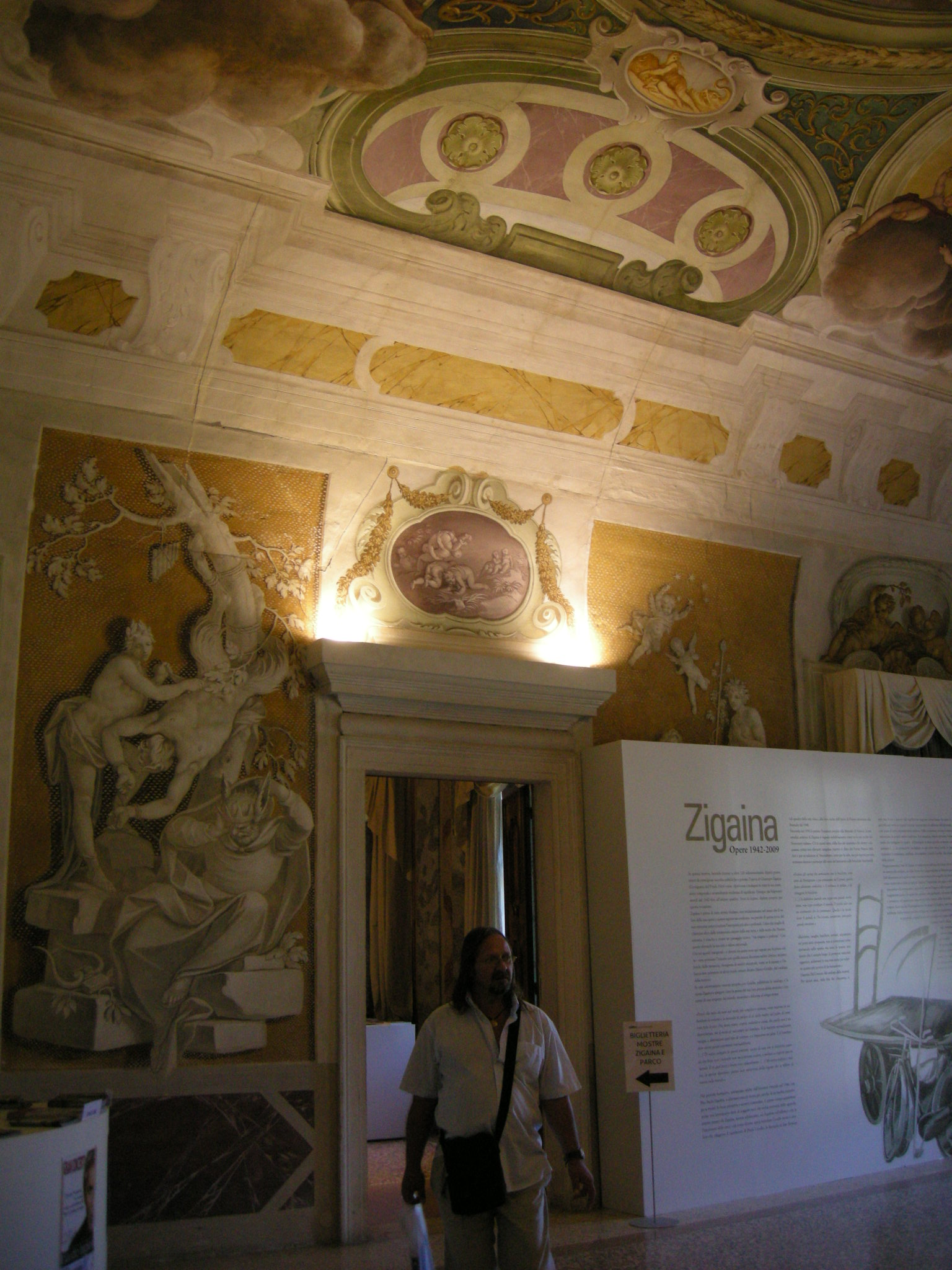
Стенопись «Аполлон и Марсий»
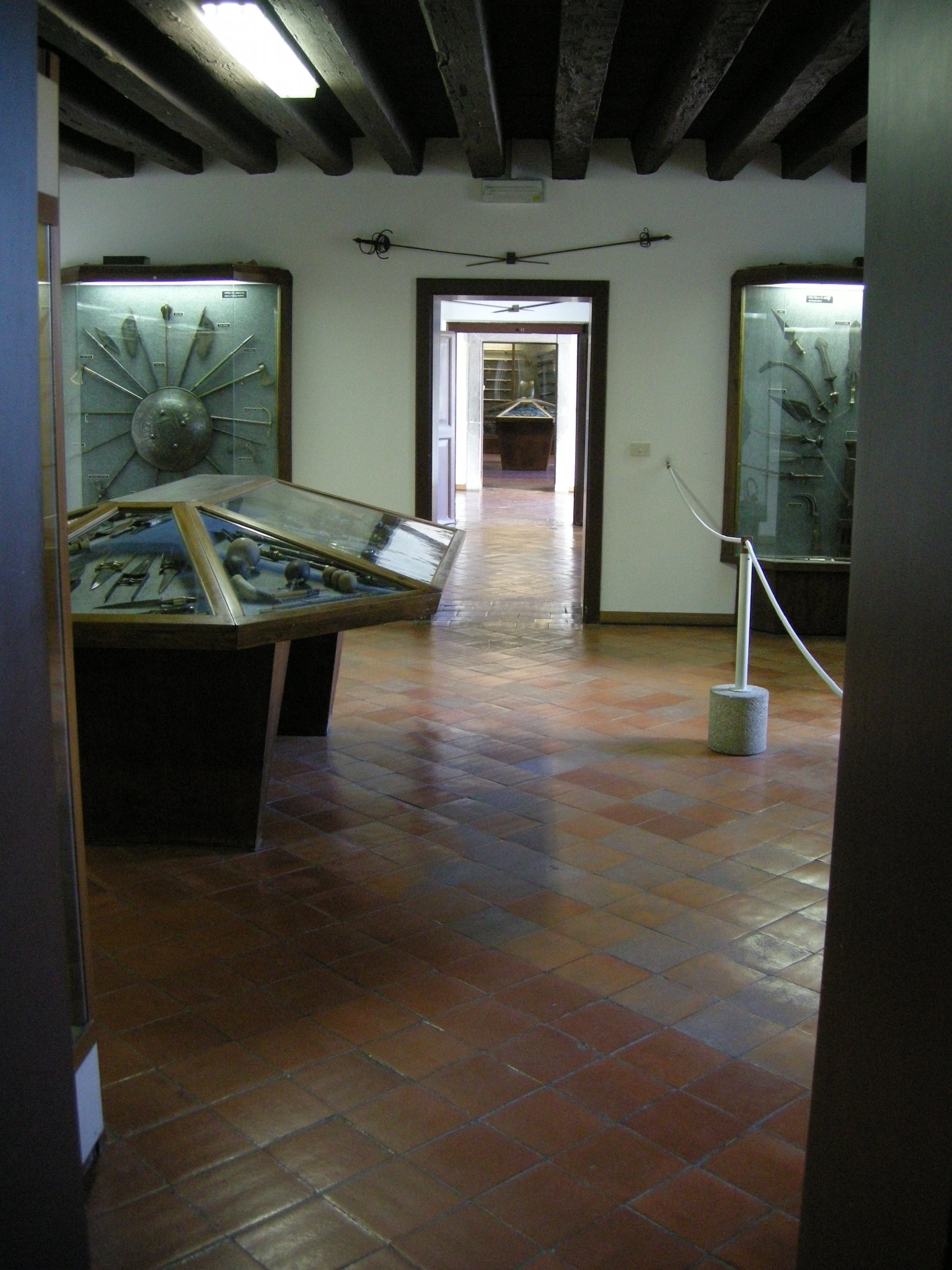
Коллекция старинного оружия

## Капелла

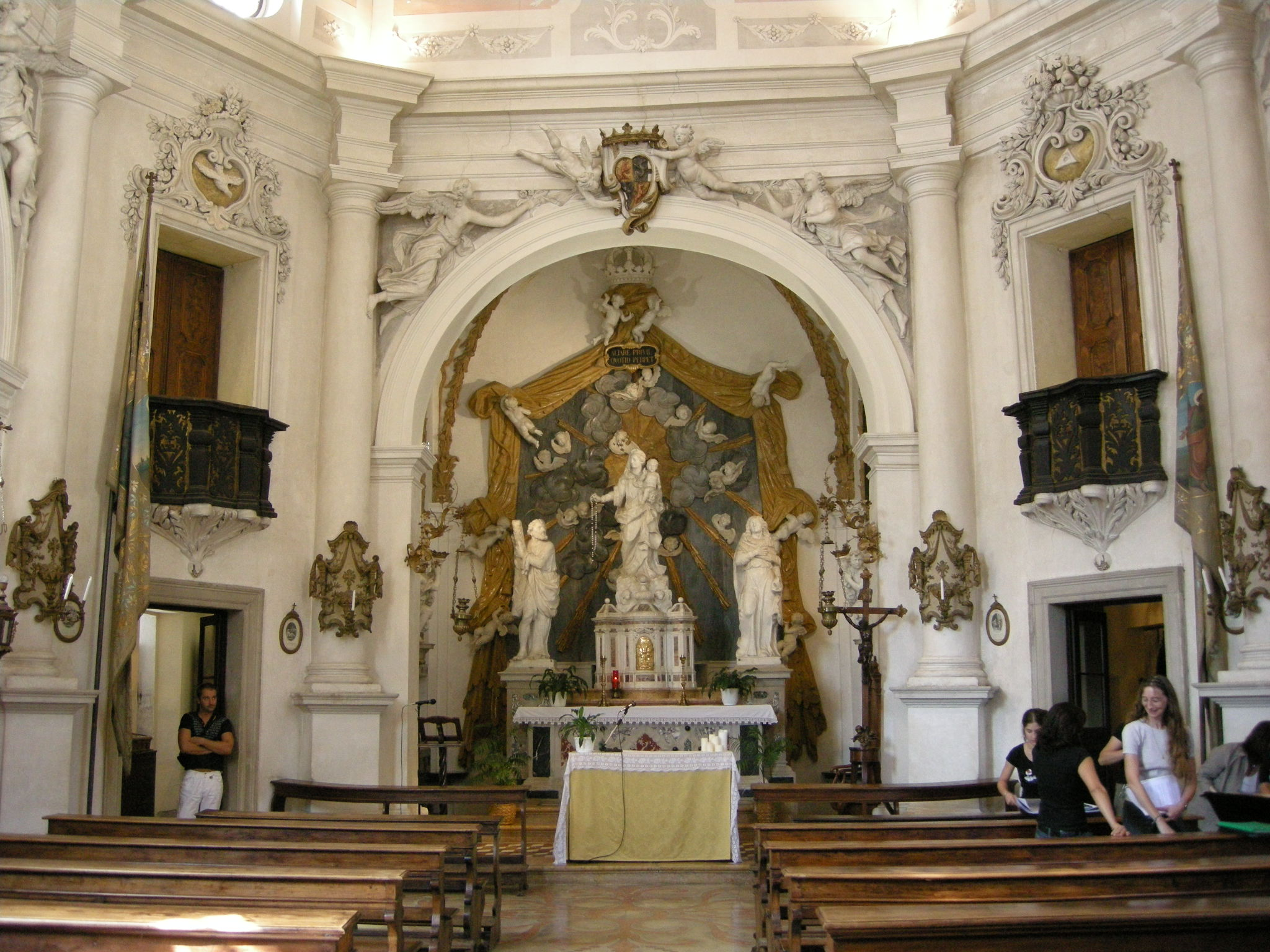
Алтарь капеллы Сант-Андреа

В ансамбль виллы входит Капелла Сант-Андреа, построенная в начале XVIII века в стиле барокко. Проект архитектора Доменико Росси. Скульптуры на фасаде выполнил скульптор Пьетро Баратта, алтарные — члены семьи скульпторов Торретто.

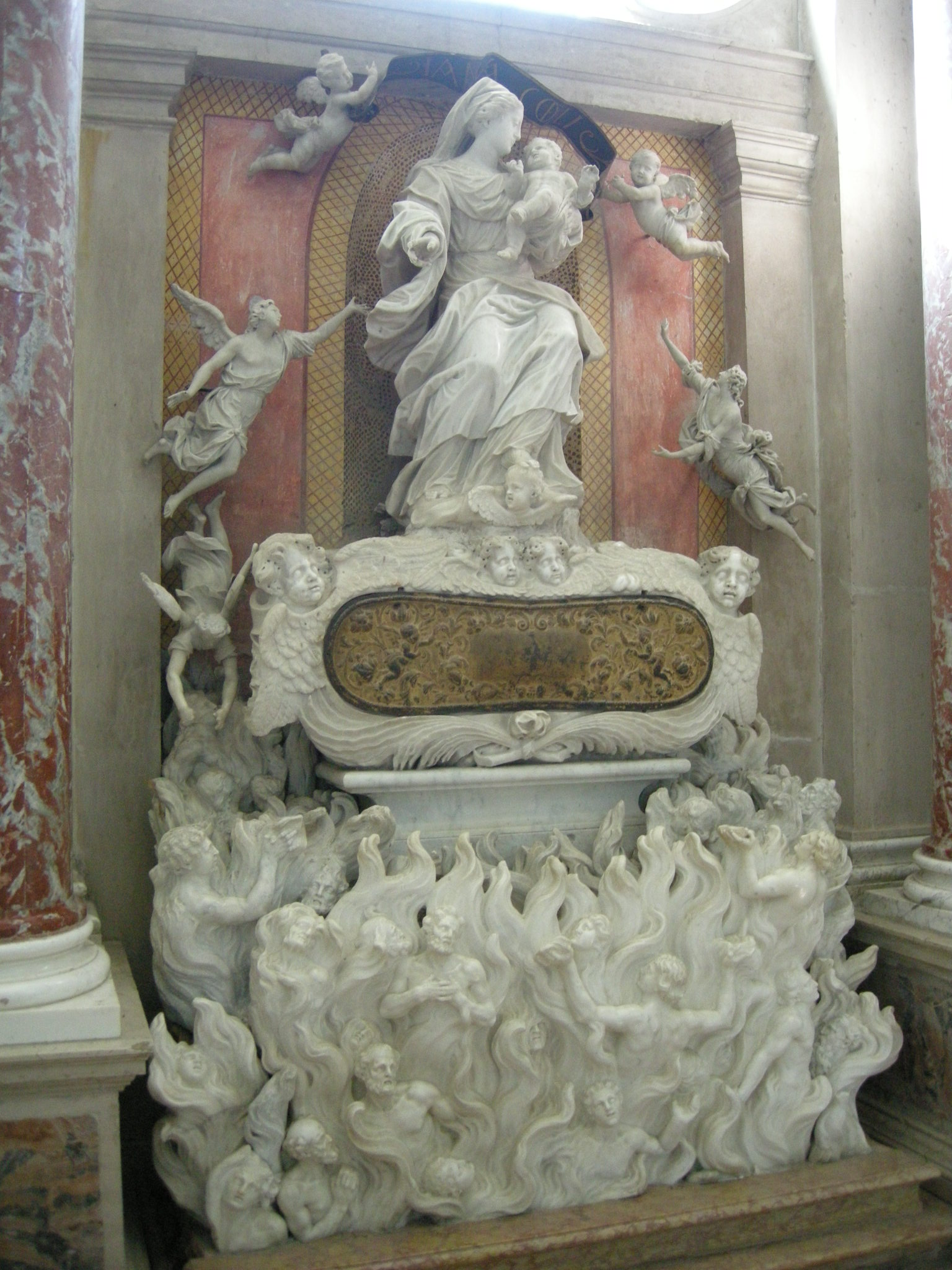
Капелла, передний зал
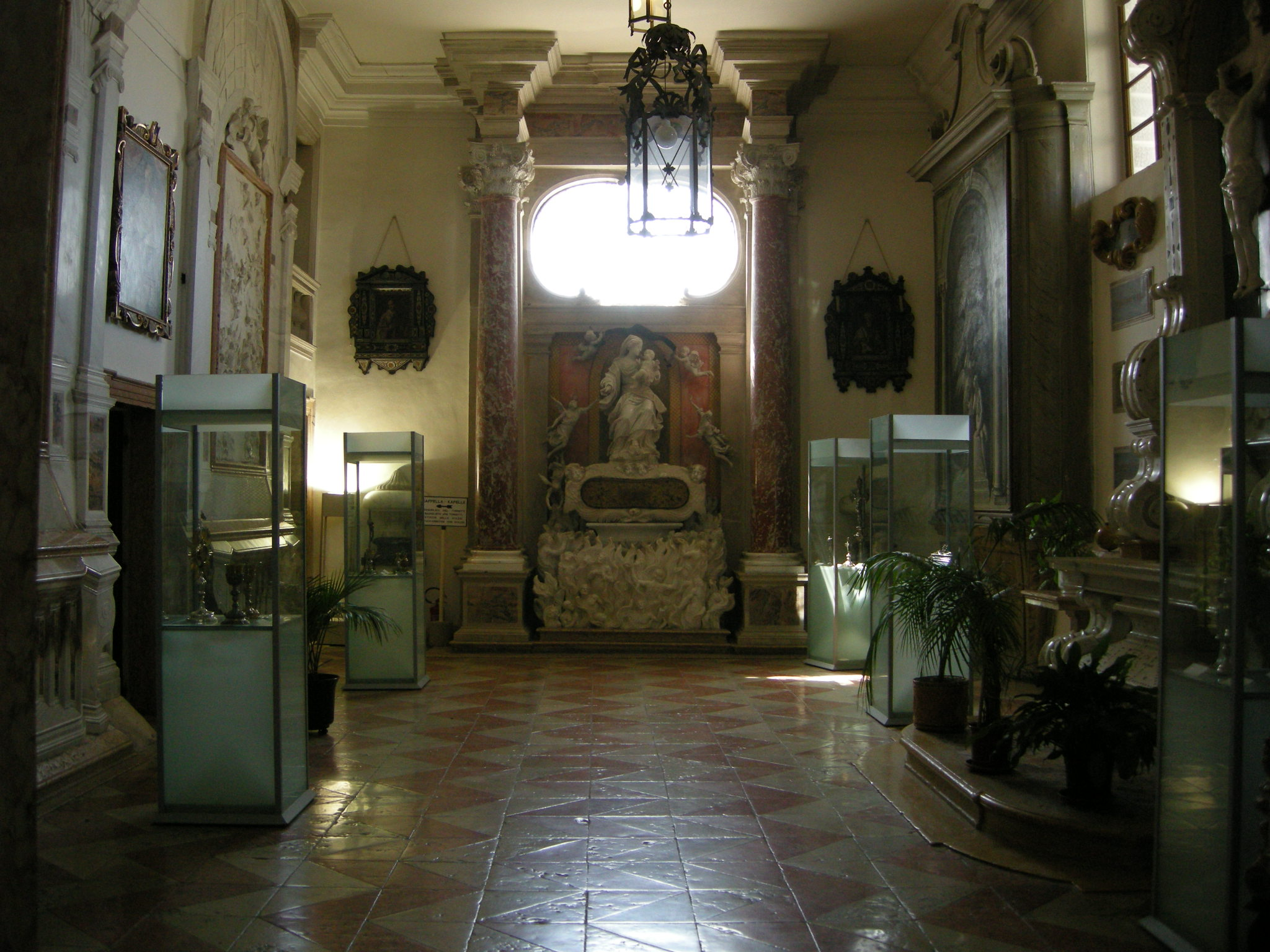
Передний зал
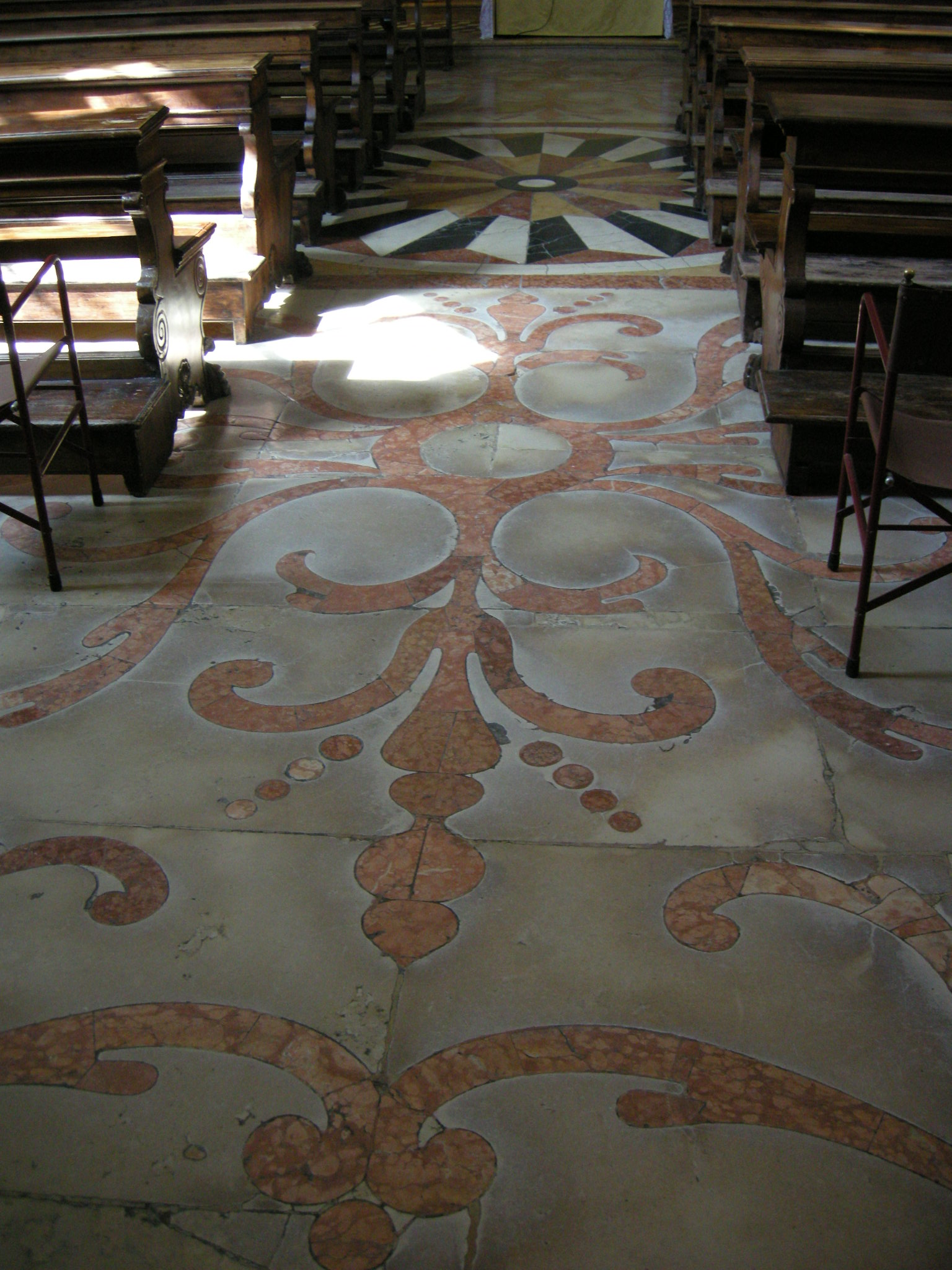
Узор пола
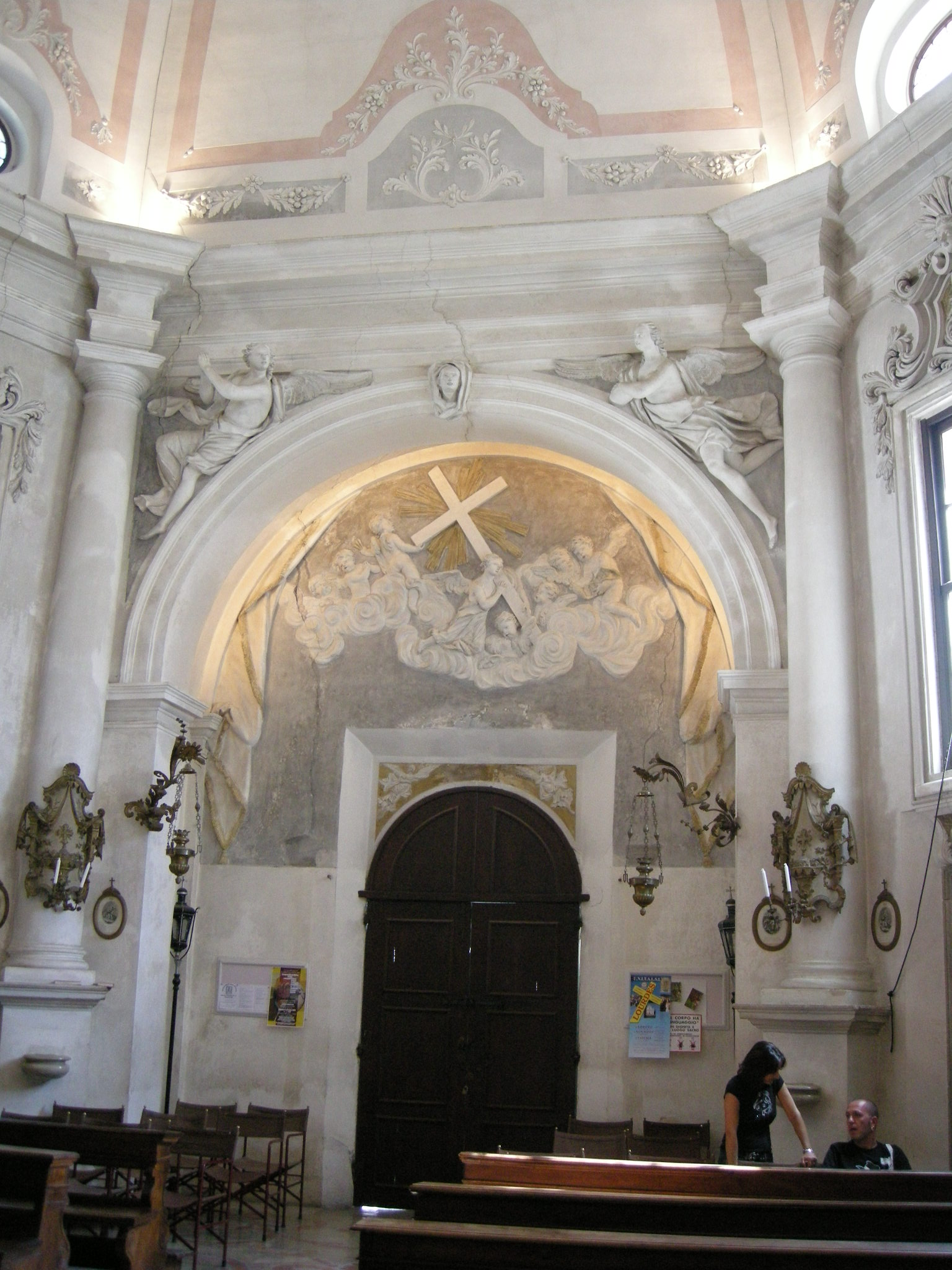
Портал

## Парк
Парк в значительной степени утратил барочный план и часть скульптур, но большинство декоративной скульптуры и павильонов остались на первоначальных местах. Среди ботанических растений — тополь итальянский, ливанский кедр, ели, кипарис, бамбук.

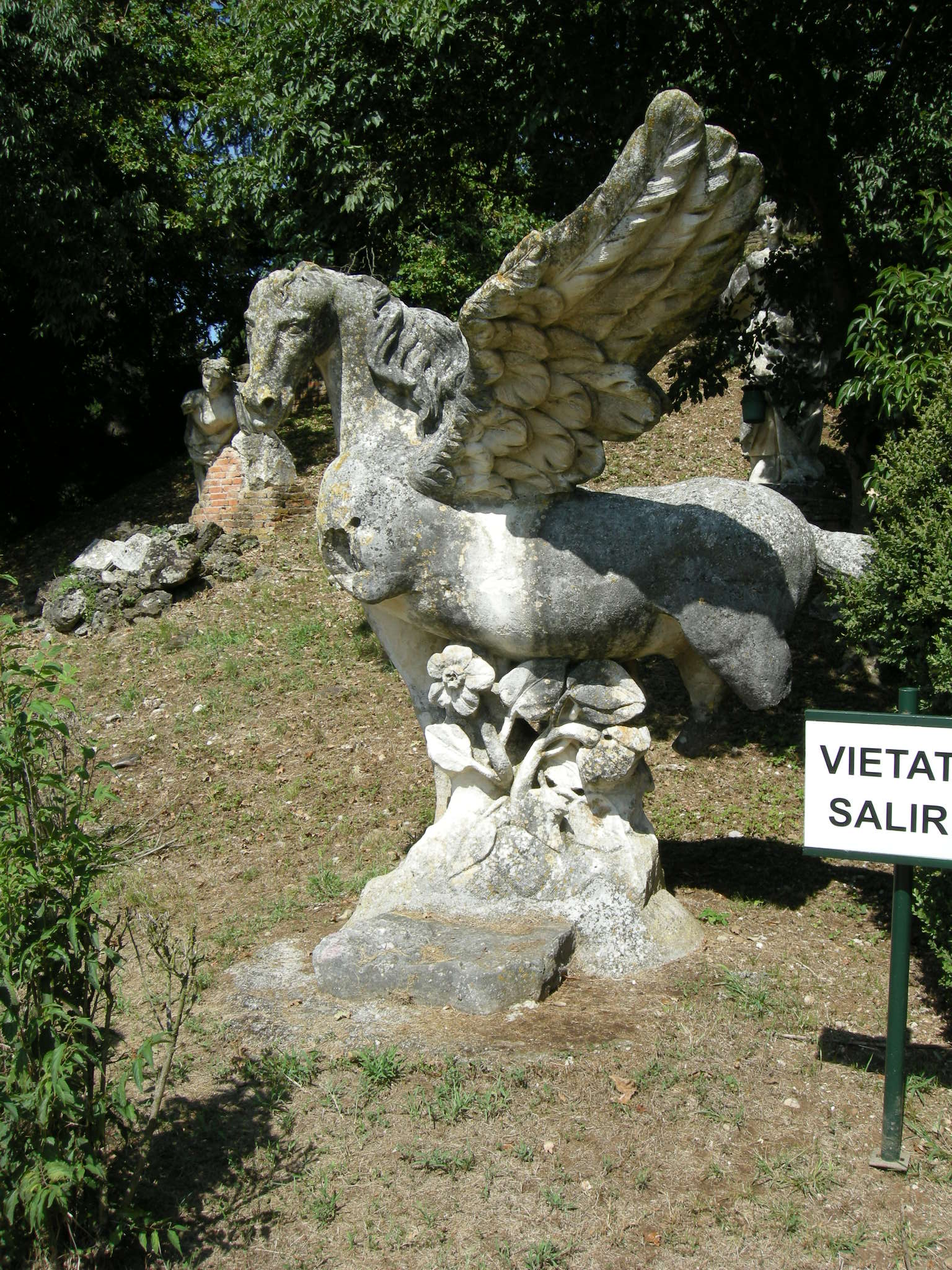
Крылатый Пегас, обломки скульптуры
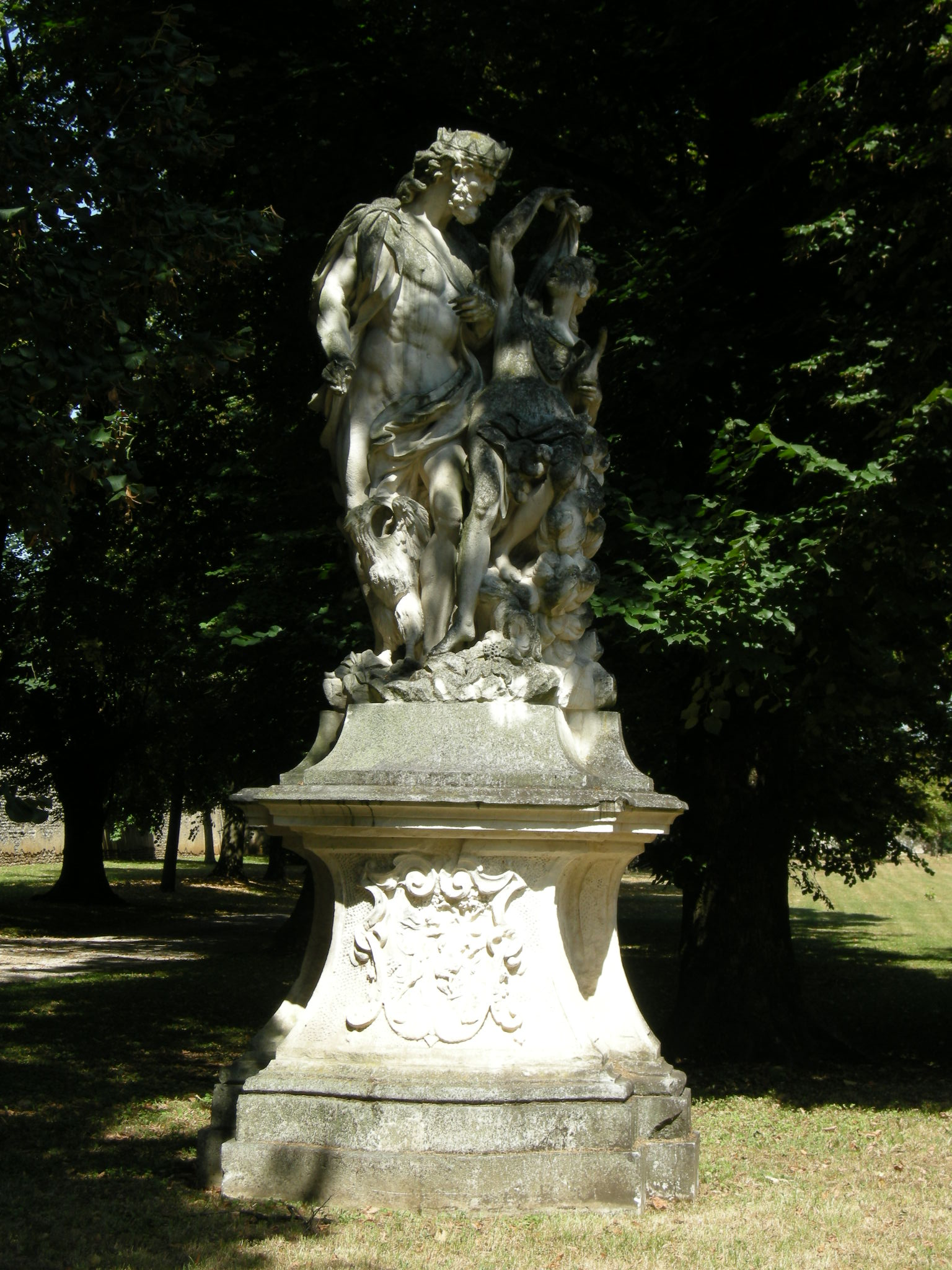
Барочная группа
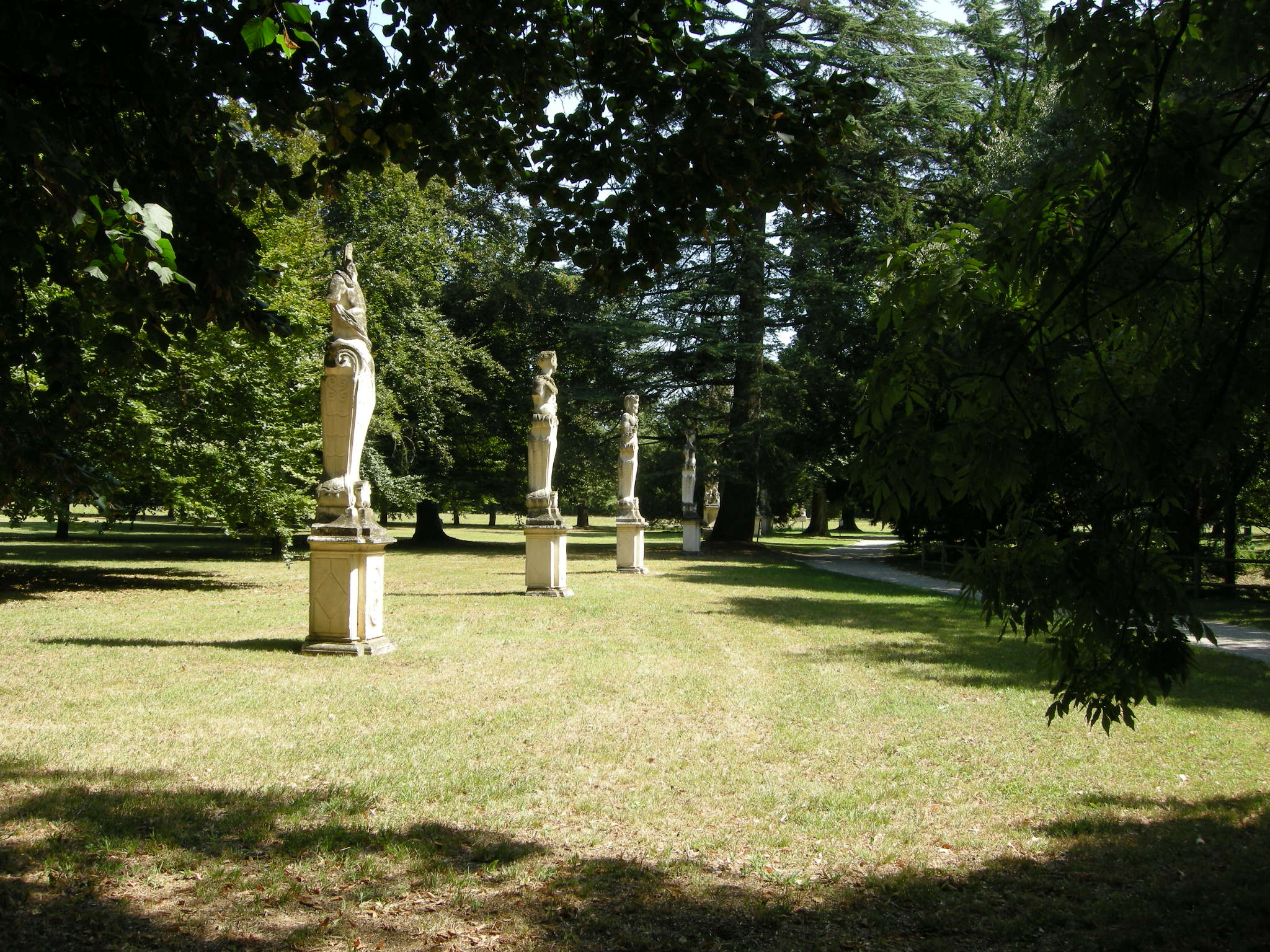
Садовые гермы
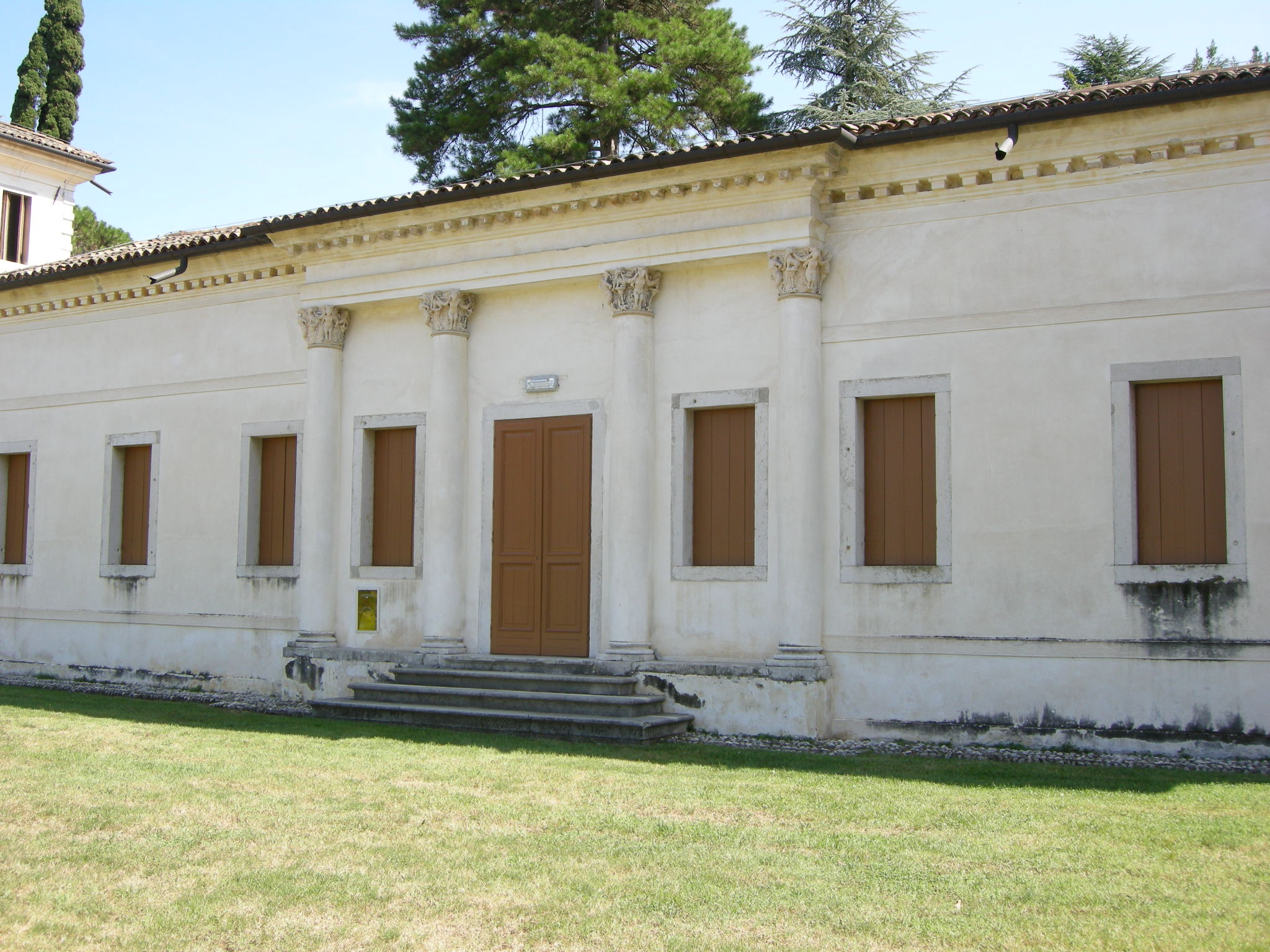
Старое здание Виллы

## В 20 в
В XX века вилла подверглась упадку и была приобретена в собственность культурным департаментом провинции. С 1969 ведется длительная реставрация. Часть помещений украшена картинами из музеев Удине. При вилле работают музей старинного оружия, музей колясок и карет. Залы виллы принимают выставки — от классических произведений Джованни Баттиста Тьеполо до модерновых картин Василия Кандинского или Пита Мондриана. В помещениях проходят музыкальные концерты и конференции. При вилле работает ресторан.